# Chiesa di Santa Felicita (Affile)
La chiesa di Santa Felicita è un luogo di culto cattolico di Affile, in provincia di Roma.

## Descrizione
L'interno è a 3 navate, separate da pilastri suddivisi a loro volta da archi a tutto sesto, in stile barocco romaico.
All'interno sono conservate le reliquie di Santa Felicita, martirizzata nella Via Salaria.
La navata destra e la cappella di Santa Felicita sono state aggiunte in seguito (sotto l'altare di questa cappella vi è un'urna con le reliquie della santa).

## Storia
Il 12 settembre 1829 la chiesa fu restaurata ed ingrandita. Fu dedicata a Santa Felicita dal cardinale Francesco Galeffi (vescovo di Albano e Abate commendatario di Subiaco).
Le prime notizie, tuttavia, si hanno a partire dal XIV secolo, quando nel 1341 viene citata per la prima volta nel "Capitolo di Santa Felicita".
Nel XIV e nel XV secolo fu centro politico. Nello stesso periodo nella piazza di fronte si riuniva il consiglio comunale (Università) di Affile.
Nel Medioevo la chiesa era nel centro del "castrum".

## Folclore
Il 23 novembre ed il 10 luglio viene festeggiata ad Affile la ricorrenza di Santa Felicita e dei figli.